# 軌道角運動量
軌道角運動量（きどうかくうんどうりょう、英語: orbital angular momentum）とは、特に量子力学において、位置とそれに共役な運動量の積で表される角運動量のことである。より一般的には、空間を伝播する波の自由度とされる。
量子力学の文脈においての軌道角運動は、原子中の電子ついていうことが多い。ただし、かつての原子核の周囲の軌道上を電子が天体のような公転運動する描像は現在では支持されていないことに注意すべきである。電子の全角運動量のうち、電子がその性質として持つスピン角運動量を除く部分が軌道角運動量である。
空間を飛び交う電子についても軌道角運動量は見積もられ、らせん状に伝播する電子ビームなどが研究されている。

## 概要

### 定義
軌道角運動量演算子は以下のように定義される：

{\displaystyle {\hat {\boldsymbol {L}}}=({\hat {L}}_{x},{\hat {L}}_{y},{\hat {L}}_{z})=\left(-i\hbar \left(y{\frac {\partial }{\partial z}}-z{\frac {\partial }{\partial y}}\right),-i\hbar \left(z{\frac {\partial }{\partial x}}-x{\frac {\partial }{\partial z}}\right),-i\hbar \left(x{\frac {\partial }{\partial y}}-y{\frac {\partial }{\partial x}}\right)\right)}

### 定義に至る背景
この定義は、古典力学における角運動量の定義
{\displaystyle {\boldsymbol {L}}={\boldsymbol {x}}\times {\boldsymbol {p}}}
において、位置 x と運動量 p を形式的に位置演算子
{\displaystyle {\hat {\boldsymbol {x}}}=({\hat {x}},{\hat {y}},{\hat {z}})=(x\cdot ,y\cdot ,z\cdot )}
（「x・」は x を乗じる事を意味する）と運動量演算子の組
{\displaystyle {\hat {\boldsymbol {p}}}=({\hat {p}}_{x},{\hat {p}}_{y},{\hat {p}}_{z})=(-i\hbar {\partial  \over \partial x},-i\hbar {\partial  \over \partial y},-i\hbar {\partial  \over \partial z})}
に置き換える事で得られたものである。

### 一般化
より一般に、3次元空間の単位ベクトル n=(n1,n2,n3) に対し、内積
{\displaystyle {\hat {L}}_{\boldsymbol {n}}={\boldsymbol {n}}\cdot {\hat {\boldsymbol {L}}}=n_{1}{\hat {L}}_{x}+n_{2}{\hat {L}}_{y}+n_{3}{\hat {L}}_{z}}
を n を回転軸とする軌道角運動量演算子という。

## 性質

### 交換関係
{\displaystyle (x_{1},x_{2},x_{3})=(x,y,z)}
と表記すると、軌道角運動量は以下の交換関係を満たす：
{\displaystyle [{\hat {L}}_{i},{\hat {x}}_{j}]=i\hbar \varepsilon _{ijk}\,{\hat {x}}_{k}}
{\displaystyle [{\hat {L}}_{i},{\hat {p}}_{j}]=i\hbar \varepsilon _{ijk}\,{\hat {p}}_{k}}
{\displaystyle [{\hat {L}}_{i},{\hat {L}}_{j}]=i\hbar \varepsilon _{ijk}\,{\hat {L}}_{k}}
ここで εijk はエディントンのイプシロンである。特に最後の軌道角運動量同士の交換関係の形は角運動量代数と呼ばれている。

### 極座標表示
球面座標 (r, θ, φ) を用いると、 は
{\displaystyle ({\hat {L}}_{x},{\hat {L}}_{y},{\hat {L}}_{z})=\left(i\hbar \left(\sin \varphi {\partial  \over \partial \theta }+\cot \theta \cos \varphi {\partial  \over \partial \varphi },\right),i\hbar \left(-\cos \varphi {\partial  \over \partial \theta }+\cot \theta \sin \varphi {\partial  \over \partial \varphi }\right),-i\hbar {\partial  \over \partial \varphi }\right)}
と書ける。
さらに球面座標表示した曲線 R(r)=(r,0,0)、Θ(θ)=(0,θ,0)、Φ(φ)=(0,0,φ) の原点における接線方向の単位ベクトルを er、eθ、eφ とするとき、er、eθ、eφ 方向の軌道角運動量演算子 , ,  とすると、以下が成立する：
{\displaystyle L_{r}=0}
{\displaystyle L_{\theta }=i\hbar {\frac {1}{\sin \theta }}{\frac {\partial }{\partial \phi }}}
{\displaystyle L_{\phi }=-i\hbar {\frac {\partial }{\partial \theta }}}

## 軌道角運動量の自乗

### 定義
軌道角運動量の二乗を
{\displaystyle {\hat {{\boldsymbol {L}}^{2}}}=({\hat {L}}_{x})^{2}+({\hat {L}}_{y})^{2}+({\hat {L}}_{z})^{2}}
と定義する。

### 交換関係
この演算子は軌道角運動量の各成分と可換である：
{\displaystyle [{\hat {{\boldsymbol {L}}^{2}}},{\hat {L}}_{x}]=[{\hat {{\boldsymbol {L}}^{2}}},{\hat {L}}_{y}]=[{\hat {{\boldsymbol {L}}^{2}}},{\hat {L}}_{z}]=0}

### 極座標表示
極座標で書き表すと：
{\displaystyle {\hat {{\boldsymbol {L}}^{2}}}=-\hbar ^{2}\left({\frac {1}{\sin \theta }}{\frac {\partial }{\partial \theta }}\left(\sin \theta {\frac {\partial }{\partial \theta }}\right)+{\frac {1}{\sin ^{2}\theta }}{\frac {\partial ^{2}}{\partial \varphi ^{2}}}\right)}
である。

### ラプラシアンとの関係
実はこれはラプラシアンの極座標表示と関係がある。すなわちラプラシアンを極座標表示して
{\displaystyle \Delta ={1 \over r^{2}}(\Delta _{r}+\Delta _{S})}　
と動径方向と球面方向にわけると、
{\displaystyle \Delta _{r}={\frac {\partial }{\partial r}}\left(r^{2}{\frac {\partial }{\partial r}}\right)}  、{\displaystyle \Delta _{S}=-{1 \over \hbar ^{2}}{\hat {{\boldsymbol {L}}^{2}}}}
が成立する。

## 回転対称性との関係

### 波動関数の回転
3次元空間 R3 における回転行列全体の集合を
{\displaystyle \mathrm {SO} (3)=\{R~:~}3次元実数係数行列で、 {\displaystyle {}^{t}RR=I,~\det R>0\}}
とし（ここでI は単位行列であり、tR は R の転置行列である）、

回転行列 R ∈ SO(3) に対し、波動関数の全体の空間 {\displaystyle L^{2}(\mathbf {R} ^{3})} 上にユニタリ演算子
{\displaystyle \lambda (R)~:~L^{2}(\mathbf {R} ^{3})\to L^{2}(\mathbf {R} ^{3}),~~}{\displaystyle \phi ({\boldsymbol {x}})\mapsto \phi (R^{-1}{\boldsymbol {x}})}
を定義すると、これは波動関数の「回転」とみなせる

### 軌道角運動量演算子との関係
単位ベクトル n=(x,y,z) に対 し、Rn(s) を n を軸として右手系に s ラジアンだけ回転する行列とすると、以下が成立する：
{\displaystyle {\hat {L}}_{\boldsymbol {n}}(\psi )}{\displaystyle =i\hbar \left.{\mathrm {d}  \over \mathrm {d} s}\lambda (R_{\boldsymbol {n}}(s))(\psi )\right|_{s=0}}
ここで{\displaystyle {\hat {L}}_{\boldsymbol {n}}}は n を回転軸とする軌道角運動量演算子である。

### 証明
本節では{\displaystyle {\hat {L}}_{\boldsymbol {n}}}がz 軸の周りの軌道角運動量 の場合のみ証明するがそれ以外の場合も同様である。

既に述べたようには球面座標系 (r, θ, φ) を用いて
{\displaystyle {\hat {L}}_{z}=-i\hbar {\partial  \over \partial \varphi }}
と表記できるので、任意の波動関数ψ に対し、ψを極座標表示すれば、
{\displaystyle i\hbar \left({\operatorname {d}  \over \operatorname {d} s}\lambda (R_{(0,0,1)}(s))(\psi ){\Bigg |}_{s=0}\right)\psi (r,\theta ,\varphi )}{\displaystyle =i\hbar {\operatorname {d}  \over \operatorname {d} s}\psi (r,\theta ,\varphi -s){\Bigg |}_{s=0}}{\displaystyle =-i\hbar {\partial  \over \partial \varphi }\psi (r,\theta ,\varphi )}{\displaystyle ={\hat {L}}_{z}\psi (r,\theta ,\varphi )}
となり、主張が証明できた。

### 回転対称性からみた交換関係
Rn(s) の微分を計算すると、
{\displaystyle \left.{\operatorname {d} R(s) \over \operatorname {d} s}\right|_{s=0}={\begin{pmatrix}0&-z&y\\z&0&-x\\-y&x&0\end{pmatrix}}=:F_{\boldsymbol {n}}} 
となる。

関数 λ* を、
{\displaystyle \lambda _{*}\left(\left.{\operatorname {d} R(s) \over \operatorname {d} s}\right|_{s=0}\right)(\psi )=\left.{\operatorname {d}  \over \operatorname {d} s}\lambda (R(s))(\psi )\right|_{s=0}}
が任意の波動関数 ψ と SO(3) に値を取る任意の R(θ) に対して成立するよう定義する（詳細は省くがこのような関数はwell-definedに定義可能である）と、
{\displaystyle \lambda _{*}([F,G])=[\lambda _{*}(F),\lambda _{*}(G)]}
が成立する事が知られている。よって
{\displaystyle \left[{\hat {L}}_{x},{\hat {L}}_{y}\right]=(i\hbar )^{2}\lambda _{*}(F_{(1,0,0)}),\lambda _{*}(F_{(0,1,0)})]=(i\hbar )^{2}\lambda _{*}([F_{(1,0,0)},F_{(0,1,0)}])}
すなわち軌道角運動量の交換関係は、Fn の交換関係から導かれたものである。
Fnは以下を満たす事が知られている。ここで「×」はクロス積である：
{\displaystyle [F_{\boldsymbol {x}},F_{\boldsymbol {y}}]=F_{{\boldsymbol {x}}\times {\boldsymbol {y}}}} 
よって軌道角運動量の交換関係は
{\displaystyle \left[{\hat {L}}_{x},{\hat {L}}_{y}\right]=(i\hbar )^{2}\lambda _{*}([F_{(1,0,0)},F_{(0,1,0)}])=(i\hbar )^{2}\lambda _{*}(F_{(1,0,0)\times (0,1,0)})=i\hbar \cdot i\hbar \lambda _{*}(F_{(0,0,1)})=i\hbar {\hat {L}}_{z}}
である。これは前の節で述べた交換関係と一致する。他の軸に関する軌道角運動量の交換関係も同様にして求めることができる。

## 球面調和関数
後の節で述べるように、軌道角運動量演算子の固有関数は球面調和関数で記述可能なので、本節ではその準備として、球面調和関数の定義と性質を述べる。
なお、球面調和関数の定義は数学と物理学とで異なるので、本節では両方の定義を紹介し、両者の関係も述べる。

### 数学における球面調和関数
３次元空間R3における多項式pで
{\displaystyle \Delta p=0}
を満たすものを調和多項式といい、調和多項式pが{\displaystyle \ell }次の斉次多項式であるとき、
を球面
{\displaystyle S^{2}=\{{\boldsymbol {x}}\in \mathbf {R} ^{3}\mid |{\boldsymbol {x}}|=1\}}
に制限したものを{\displaystyle \ell }次の球面調和関数という。

### 物理学における球面調和関数
3次元空間 R3 の場合、R3 を球面座標 (r,θ,φ) で表す。下記の関数 {\displaystyle Y_{\ell ,m}(\theta ,\varphi )} を（物理学における）球面調和関数という：
{\displaystyle Y_{\ell ,m}(\theta ,\phi )=(-1)^{(m+|m|)/2}{\sqrt {{\frac {2\ell +1}{4\pi }}{\frac {(\ell -|m|)!}{(\ell +|m|)!}}\,}}P_{\ell }^{|m|}(\cos \theta )\,e^{im\phi }}　　　…(B1)
ここで
mは整数で、{\displaystyle \ell }は{\displaystyle \ell \geq |m|}　　　…(B2)
であり、{\displaystyle P_{\ell }{}^{m}(t)} はルジャンドルの陪多項式
{\displaystyle P_{\ell }{}^{m}(t)={1 \over 2^{\ell }}(1-t^{2})^{m \over 2}\sum _{j=1}^{\lfloor (\ell -m)/2\rfloor }{(-1)^{j}(2\ell -2j)! \over j!(\ell -j)!(\ell -2j-m)!}t^{\ell -2j-m}}　　　…(B3)
である。すなわち {\displaystyle P_{\ell }{}^{m}(t)} はルジャンドルの陪微分方程式
{\displaystyle (1-t)y''(t)+-2ty'(t)+\left(\ell (\ell +1)-{m^{2} \over 1-z^{2}}\right)=0}
の解である。なお {\displaystyle Y_{\ell ,m}(\theta ,\varphi )} の定義における係数は、後述する内積から定義されるノルムが 1 になるよう選んだものである。

### ２つの定義の関係
関数 f を
{\displaystyle f(r,\theta ,\varphi )=r^{\ell }Y_{\ell ,m}(\theta ,\varphi )}
と定義すると、f（を直交座標で書いたもの）は数学における{\displaystyle \ell }次の球面調和関数になる。
また、pを数学における{\displaystyle \ell }次の球面調和関数とすると、pの極座標は必ず
{\displaystyle p(r,\theta ,\varphi )=\sum _{m=-\ell }^{\ell }a_{m}r^{\ell }Y_{\ell ,m}(\theta ,\varphi )}
という形の線形和で書ける。
これらの事実の証明は球面調和関数の項目を参照されたい。

### 性質
3次元空間R3の球面座標 (r,θ,φ) に対し、
{\displaystyle \mathrm {d} x\,\mathrm {d} y\,\mathrm {d} z=r^{2}\sin \theta \,\mathrm {d} r\,\mathrm {d} \theta \,\mathrm {d} \varphi }
が成立する。そこで、R 上の関数 χ, ξ と3次元空間 R3 の単位球面
{\displaystyle S^{2}=\{(x,y,z)\in \mathbf {R} ^{3}\mid x^{2}+y^{2}+z^{2}=1\}}
上の2つの可積分関数 f, g に対し、内積を以下のように定義する：
{\displaystyle \langle \chi |\xi \rangle _{R}:=\int _{-\infty }^{\infty }\chi (r)\xi (r)r^{2}\mathrm {d} r}
{\displaystyle \langle f|g\rangle _{S^{2}}:=\int _{S^{2}}f({\boldsymbol {x}})g({\boldsymbol {x}})\sin \theta \,\varphi \,\mathrm {d} \theta }

このとき次の定理が成立する（定理の導出の詳細は球面調和関数の項目を参照）。
定理1 ― 球面調和関数は以下の性質を満たす：
{\displaystyle \langle Y_{\ell }{}^{m}|Y_{j}{}^{s}\rangle _{S^{n-1}}={\begin{cases}1&{\text{if }}\ell =j,m=s\\0&{\text{otherwise}}\end{cases}}}
定理2 ― 
R3上の任意の自乗可積分関数f(x,y,z)に対し、{\displaystyle \langle \chi _{\ell ,m}|\chi _{\ell ,m}\rangle _{R}<\infty } を満たす R 上の可積分関数の族 {\displaystyle \{\chi _{\ell ,m}(r)\}} で
{\displaystyle f(r,\theta ,\varphi )=\sum _{m=0}^{\infty }\sum _{\ell =-m}^{m}\chi _{\ell ,m}(r)Y_{\ell ,m}(\theta ,\phi )}
となるものが一意に存在する。

## 軌道角運動量の二乗の固有関数
数学における球面調和関数pは{\displaystyle {\hat {{\boldsymbol {L}}^{2}}}}の固有関数である：
{\displaystyle {\hat {{\boldsymbol {L}}^{2}}}p({\boldsymbol {x}})=\hbar ^{2}\ell (\ell +1)p({\boldsymbol {x}})}　　　…(A1)
ここで{\displaystyle \ell }は球面調和関数pの次数である。なお、{\displaystyle \chi (|{\boldsymbol {x}}|)}を動径方向の任意の自乗可積分関数とすると、上式から明らかに
{\displaystyle {\hat {{\boldsymbol {L}}^{2}}}\chi (|{\boldsymbol {x}}|)p({\boldsymbol {x}})=\hbar ^{2}\ell (\ell +1)\chi (|{\boldsymbol {x}}|)p({\boldsymbol {x}})}
であるので、{\displaystyle \chi (|{\boldsymbol {x}}|)p({\boldsymbol {x}})}も{\displaystyle {\hat {{\boldsymbol {L}}^{2}}}}の固有関数である。
既に述べたように数学における球面調和関数は物理学における球面調和関数{\displaystyle Y_{\ell m}(\theta ,\phi )}の線形和で書けるので、定理2より、{\displaystyle {\hat {{\boldsymbol {L}}^{2}}}}の固有関数は上述の形のものに限られる。

### (A1)の証明
既に述べたようにラプラシアンの極座標表示は、
{\displaystyle \Delta ={1 \over r^{2}}(\Delta _{r}+\Delta _{S})}　
と動径方向と球面方向にわけると、
{\displaystyle \Delta _{r}={\frac {\partial }{\partial r}}\left(r^{2}{\frac {\partial }{\partial r}}\right)}  、{\displaystyle \Delta _{S}=-{1 \over \hbar ^{2}}{\hat {{\boldsymbol {L}}^{2}}}}
が成立するので、pを{\displaystyle \ell }次の球面調和関数とすると、
{\displaystyle {\hat {{\boldsymbol {L}}^{2}}}p({\boldsymbol {x}})=\hbar ^{2}\Delta _{r}p({\boldsymbol {x}})-\hbar ^{2}r^{2}\Delta \hbar ^{2}p({\boldsymbol {x}})}{\displaystyle =\hbar ^{2}\Delta _{r}p({\boldsymbol {x}})}
ベクトルxは動径方向
{\displaystyle r=|{\boldsymbol {x}}|}
と球面方向
{\displaystyle {{\boldsymbol {x}} \over |{\boldsymbol {x}}|}}
に分解でき、しかもpは{\displaystyle \ell }次の斉次多項式であるので、
{\displaystyle \Delta _{r}p({\boldsymbol {x}})=p\left({{\boldsymbol {x}} \over |{\boldsymbol {x}}|}\right)\Delta _{r}r^{\ell }}{\displaystyle =p\left({{\boldsymbol {x}} \over |{\boldsymbol {x}}|}\right){\frac {\partial }{\partial r}}\left(r^{2}{\frac {\partial }{\partial r}}\right)r^{\ell }}{\displaystyle =p\left({{\boldsymbol {x}} \over |{\boldsymbol {x}}|}\right)\cdot \ell (\ell +1)r^{\ell }}{\displaystyle =\ell (\ell +1)p({\boldsymbol {x}})}

## 軌道角運動量の直交座標成分の固有関数
を物理学における球面調和関数Yℓm(θ,φ)に作用させると
{\displaystyle {\hat {L}}_{z}Y_{\ell m}(\theta ,\phi )=m\hbar Y_{\ell m}(\theta ,\phi )}
定理1より
- {\displaystyle Y_{\ell m}(\theta ,\phi )} は S2 上の面積要素 sin θ dθ dφ に関して規格化されている
- {\displaystyle Y_{\ell m}(\theta ,\phi )} は互いに直交している

定理2より
- と 2 の任意の自乗可積分関数は球面調和関数を用いて固有値展開可能である

### 量子数
これまでの記述から分かるように
{\displaystyle {\hat {{\boldsymbol {L}}^{2}}}\psi _{\ell ,m}=\ell (\ell +1)\hbar ^{2}\psi _{\ell ,m}}
{\displaystyle {\hat {L}}_{z}\psi _{\ell ,m}=m\hbar \psi _{\ell ,m}}
を満たす{\displaystyle \psi _{\ell ,m}}が存在し、必要なら{\displaystyle \psi _{\ell ,m}}を定数倍すれば、
{\displaystyle \psi _{\ell ,m}=Y_{\ell ,m}}
が成立する。
{\displaystyle \ell } を軌道角運動量量子数（方位量子数）、m は軌道磁気量子数という。前節で述べたように、
{\displaystyle \ell =0,1,2,\ldots }
{\displaystyle m=0,\pm 1,\pm 2,\ldots ,\pm \ell }
を満たす。

## 昇降演算子

### 定義
昇降演算子を
{\displaystyle {\hat {L}}_{+}={\hat {L}}_{x}+i{\hat {L}}_{y}}、{\displaystyle {\hat {L}}_{-}={\hat {L}}_{x}-i{\hat {L}}_{y}}
により定義する。以下この２つを合わせて
{\displaystyle {\hat {L}}_{\pm }}
と略記する。

### 性質
簡単な計算から交換関係
{\displaystyle [{\hat {L}}_{z},{\hat {L}}_{\pm }]=\pm \hbar {\hat {L}}_{\pm }}
を満たすので、ψを固有値mħに対するの固有関数とすると、次の式が成りたつ。
{\displaystyle {\hat {L}}_{z}({\hat {L}}_{\pm }\psi )={\hat {L}}_{\pm }{\hat {L}}_{z}\psi +[{\hat {L}}_{z},{\hat {L}}_{\pm }]\psi =(m\pm 1)\hbar ({\hat {L}}_{\pm }\psi )}
したがって、L±ψはの固有関数であり、その固有値は(m+1)ħである。
すなわち、昇降演算子はmħに対応する固有関数を(m±1)ħに対応する固有関数に移す。
よって特に
{\displaystyle Y_{\ell ,m}=L_{+}{}^{m}Y_{\ell ,0}}   ×(定数)
が成立する。

### その他の性質
{\displaystyle x_{+}=x+iy}、{\displaystyle x_{-}=x-iy}
とするとT10:p211-212、交換関係
{\displaystyle [{\hat {L}}_{\pm },x_{\pm }]=0}、{\displaystyle [{\hat {L}}_{\pm },x_{\mp }]=\pm 2i\hbar z}
{\displaystyle [{\hat {L}}_{z},x_{\pm }]=\pm i\hbar x_{\pm }}、{\displaystyle [{\hat {{\boldsymbol {L}}^{2}}},x_{\pm }]=(i\hbar )^{2}(1\mp i)x_{\pm }\pm 2i\hbar x_{\pm }{\hat {L}}_{z}+\hbar z{\hat {L}}_{\pm }}
が成立することが簡単な計算から分かる。

#### 証明
最後の式だけ確認すると、
{\displaystyle {\hat {L}}'_{\pm }={\hat {L}}_{\pm }/i\hbar }、{\displaystyle {\hat {L}}'_{w}={\hat {L}}_{w}/i\hbar } for w=x, y, z、{\displaystyle {\hat {{\boldsymbol {L}}^{2}}}'={\hat {{\boldsymbol {L}}^{2}}}/(i\hbar )^{2}}とすると、
{\displaystyle {\hat {{\boldsymbol {L}}^{2}}}'x_{\pm }=({\hat {L}}'_{x}-i{\hat {L}}'_{y})({\hat {L}}'_{x}+i{\hat {L}}'_{y})x_{\pm }+i{\hat {L}}'_{y}{\hat {L}}'_{x}x_{\pm }-i{\hat {L}}'_{x}{\hat {L}}'_{y}x_{\pm }+{\hat {L}}'_{z}{}^{2}x_{\pm }={\hat {L}}'_{\mp }{\hat {L}}'_{\pm }x_{\pm }-i[{\hat {L}}'_{x},{\hat {L}}'_{y}]x_{\pm }+{\hat {L}}_{z}'{}^{2}x_{\pm }}{\displaystyle ={\hat {L}}_{\mp }'{\hat {L}}_{\pm }'x_{\pm }-i{\hat {L}}'_{z}x_{\pm }+{\hat {L}}'_{z}{}^{2}x_{\pm }}、  ここで
{\displaystyle {\hat {L}}'_{\mp }{\hat {L}}'_{\pm }x_{\pm }=x_{\pm }{\hat {L}}'_{\mp }{\hat {L}}'_{\pm }+{\hat {L}}'_{\mp }[{\hat {L}}'_{\pm },x_{\pm }]+[{\hat {L}}'_{\mp },x_{\pm }]{\hat {L}}'_{\pm }}{\displaystyle =x_{\pm }{\hat {L}}'_{\mp }{\hat {L}}'_{\pm }\mp 2z{\hat {L}}'_{\pm }}
{\displaystyle -i{\hat {L}}'_{z}x_{\pm }=-ix_{\pm }{\hat {L}}'_{z}-i[{\hat {L}}'_{z},x_{\pm }]}{\displaystyle =-ix_{\pm }{\hat {L}}'_{z}\mp ix_{\pm }}
{\displaystyle {\hat {L}}'_{z}{}^{2}x_{\pm }=x_{\pm }{\hat {L}}'_{z}{}^{2}+{\hat {L}}'_{z}[{\hat {L}}_{z},x_{\pm }]+[{\hat {L}}'_{z},x_{\pm }]{\hat {L}}'_{z}}{\displaystyle =x_{\pm }{\hat {L}}'_{z}{}^{2}+2[{\hat {L}}'_{z},x_{\pm }]{\hat {L}}'_{z}+[{\hat {L}}'_{z},[{\hat {L}}'_{z},x_{\pm }]]}{\displaystyle =x_{\pm }{\hat {L}}'_{z}{}^{2}\pm 2x_{\pm }{\hat {L}}'_{z}+x_{\pm }}
なので求めるべき式が従う。

## 工学的応用
電磁波(光を含む)が軌道角運動量を持ち、これが異なると、同一周波数かつ同一の方角からの送信であっても特別な受信装置では(少なくともごく短距離において)混信を免れることが判明しており、光渦多重通信もしくは軌道角運動量多重通信という。伝送距離の上限などを改善して各種無線通信のほか光ファイバー通信への応用を目指す研究がなされている。